# نور عودة
نور عودة محللة سياسية فلسطينية وناشطة وباحثة ومستشارة دبلوماسية وصحفية ومؤلفة ومتحدثة سابقة باسم السلطة الفلسطينية. وهي معروفة على وجه الخصوص لكونها أول ناطقة باسم الحكومة في فلسطين. وهي عضو مؤسس بالملتقى الوطني الديمقراطي لفلسطين.

## مسيرتها
تعمل نور كمستشارة اتصالات مستقلة في مجال الإعلام وكصحفية مستقلة لأكثر من 20 عامًا. عملت أيضًا كمراسلة أولى لقناة الجزيرة الإنجليزية في الضفة الغربية لمدة خمس سنوات من 2006 إلى 2011. بالإضافة إلى ذلك، عملت كمستشارة اتصالات ومستشارة الدبلوماسية العامة للحكومة الفلسطينية. في عام 2012، تم تعيينها ناطقة باسم الحكومة، وبذلك أصبحت أول امرأة فلسطينية تعمل ناطقة باسم الحكومة. كانت مرشحة للمجلس التشريعي الفلسطيني في الانتخابات المحلية الفلسطينية 2012-2013. كما تظهر كضيف منتظم في العديد من المنافذ الإخبارية العالمية مثل قناة الجزيرة. حاليًا رئيس مجلس إدارة منتدى الفنون البصرية 

## آراؤها
في مقال لها سنة 2021، انتقدت نور عودة التباين في الحد الأدنى المقبول لعمر المرشحين في الانتخابات الفلسطينية، حيث لا يحق لمن هم دون سن الثمانية والعشرين الترشح للمجلس التشريعي بينما يحق لمن هم في سن الواحد والعشرين الترشح للمجلس الوطني، وحذرت المجتمعين من الفصائل في القاهرة أن «هذا التباين والانفصام في المرجعيات قد يفتح الباب واسعاً على الطعن بالعملية برمتها».
في ندوة نظمها مركز بروكنغز سنة 2020، قالت نور عودة أنّ «معظم الجماهير العربية شبابٌ ومحرومون من الحقوق وغير مؤمنين بالمؤسّسات، مما يجعل الوصول إليهم عبر استطلاعات الرأي التقليدية غير ممكن». وجادلت عودة أنه لم يتمّ أخذ هذا البُعد بعين الاعتبار بصورة كافية في التحليل السياسي التقليدي، ممّا يطرح السؤال حول صلاحية أدوات استطلاع الرأي التقليدية. بالإضافة إلى ذلك، ترى عودة أن في معظم الدول العربية، المجتمعات المدنية والأحزاب السياسية والجهات الفاعلة رمزيةٌ ولا تتحلّى بنفوذ كبير على عملية صناعة القرارات لدى القادة، مما يزيد من صعوبة وتعقيد معرفة الرأي العام الحقيقي. وأضافت عودة أنّ الفلسطينيين الأكثر شباباً والعرب، بالإجمال، «محرومون من الحقوق لدرجة أنّهم لا يريدون أيّ نوع من التحاور مع المؤسّسات ويفضّلون التحاور في ما بينهم. وهم متّحدون عموماً حول سلسلة مشتركة من الأفكار والمبادئ والتطلّعات، بغضّ النظر عن الحكومات والأنظمة السياسية العربية». وتتوقع عودة أنّه مع مرور الزمن سوف تتشكل وحدة بين الشباب العربي، وتصنع تلك الوحدة قوّة تغييرية، حسب تعبيرها.